# Río Ser (afluente del Fluviá)
El río Ser, Sert o Cer es un curso de agua del noreste de la península ibérica, afluente del Fluviá. Discurre por la provincia española de Gerona.

## Descripción
Discurre por la provincia de Gerona. El río, que tiene su origen en los alrededores de Santa Pau, terminar desembocando en el río Fluviá cerca de Fares, tras haber dejado atrás, en su margen derecha, la localidad de Seriñá. Aparece descrito en el sexto volumen del Diccionario geográfico-estadístico-histórico de España y sus posesiones de Ultramar de Pascual Madoz de la siguiente manera:

CER: r. en la prov. de Gerona, part. jud. de Olot: nace en el térm. del l. de Sta. Pau; lleva su direccion de O. á NE., baña por su der. los térm. de San Aniol de Finestras, Cellent, San Miguel de Campmayor y Ceriñá, y por su izq. pasa por el monast. de Ntra. Sra. del Colell, y por los térm. de Mieras, Briof, Arsiñá y Usiñá donde varia su direccion hácia el N.; recibe el desagüe de otro riach., y ambos confluyen en el r. Fluvia, dejando á su izq. y muy próximo el l. de Faras.
(Madoz, 1847, p. 317)

Sus aguas acaban vertidas en el mar Mediterráneo. 